# Pinzberg
Pinzberg település Németországban, azon belül Bajorországban. Lakosainak száma 1997 fő (2023. december 31.). Pinzberg Poxdorf és Effeltrich községekkel határos.

## Népesség
A település népessége az elmúlt években az alábbi módon változott:
| Lakosok száma | 480  | 798  | 843  | 1696 | 1878 | 1899 | 1908 | 1901 | 1968 | 1997 |
|               | 1875 | 1950 | 1975 | 1987 | 2012 | 2014 | 2016 | 2017 | 2021 | 2023 |